# J.Z. Knight
J.Z. Knight, sigla di Judy Zebra Knight, pseudonimo di Judith Darlene Hampton (Roswell, 16 marzo 1946), è una predicatrice statunitense, considerata dai suoi seguaci la canalizzatrice di un'entità spirituale chiamata Ramtha, mentre comunemente è vista come leader di una setta.

## Biografia
Judy Zebra Knight viveva a Tacoma quando, nel 1977, Ramtha le si sarebbe manifestato per la prima volta ed in seguito a tale avvenimento avrebbe iniziato a formare e coltivare le proprie doti medianiche. Nel novembre 1978, Knight fece la sua prima apparizione pubblica e nel 1979 inaugurò quegli incontri, noti come "dialoghi", in cui Ramtha dialoga con gli astanti e risponde alle loro domande.
Negli corso degli anni 1980, la Knight divenne una delle più celebri channeler all'interno del movimento New Age, merito soprattutto della collaborazione con l'attrice Shirley MacLaine. Sulla scia di quella congiuntura favorevole iniziò la pubblicazione di libri, cassette e videocassette derivati dai "dialoghi" che divennero best seller nel mondo anglosassone e diedero origine a veri e propri gruppi di seguaci in Australia, Europa, Nuova Zelanda e negli Stati Uniti. Di conseguenza, Knight cominciò a tenere i propri incontri anche all'estero sino a quando decise di porvi fine nel 1988 per dar vita alla Scuola di Illuminazione Ramtha, una scuola misterica imperniata sugli insegnamenti dell'entità.
Knight vive in una casa costruita nello stile di un palazzo di campagna francese del 1700 a Yelm, nello stato di Washington, negli Stati Uniti d'America. Il suo lavoro consiste nell'insegnare corsi di spiritualità e gestire la succitata scuola.

## Ramtha
Ramtha (il nome deriva dalla parola Ram, che significa dio nel linguaggio di Ramtha) è un'entità con la quale J.Z. Knight afferma di essere in contatto.
Ramtha viene descritto come un guerriero esistente da circa trentacinquemila anni, il quale nel corso della sua ultima incarnazione all'epoca dell'antica Atlantide si distinse per le proprie doti e conquiste militari. Dopo essere scampato ad un attentato alla propria vita, durante la convalescenza ricevette l'illuminazione che si concluse con l'ascensione ad un "livello più alto di realtà". In seguito all'ascensione Ramtha non si è più reincarnato, tuttavia, si manifestò nuovamente nel 1977 per comunicare solo mediante la Knight, la quale sarebbe stata sua figlia ad Atlantide.

### Scuola di Illuminazione Ramtha
La Scuola di Illuminazione Ramtha (Ramtha's School of Enlightenment) con sede a Yelm è una scuola misterica imperniata sugli insegnamenti di Ramtha, i quali si richiamano all'esoterismo occidentale, alla filosofia di Plotino, allo gnosticismo valentiniano, alla massoneria, ai movimenti rosacrociani e alla teosofia.
L'unico insegnante della scuola è Ramtha stesso che impartisce le lezioni mediante Judy Z. Knight in stato di trance. Le lezioni constano di nozioni dottrinali congiuntamente ad esercizi spirituali e giochi pratici.

## Critiche e accuse
Knight è stata coinvolta in diversi processi negli Stati Uniti e nel resto del mondo, aventi come oggetto dispute personali o legate agli affari della cosiddetta setta. Ad esempio, nel 1992, Jeff Knight (omonimo, ma non parente di J.Z. Knight) accusò la setta, la sua fondatrice e la moglie di avere posto a rischio la sua vita, ritardando cure mediche per una infezione da HIV. J.Z. Knight e la moglie di Jeff Knight ritenevano infatti che l'infezione potesse essere risolta con l'intervento soprannaturale di Ramtha. Il caso è stato vinto in tribunale nel 1995 da Jeff Knight, deceduto però prima della sentenza di appello.
Esistono numerosi altri casi portati in tribunale contro i dettami imposti da J.Z. Knight e dalla sua setta.

## Televisione
È apparsa in numerose trasmissioni televisive americane ed europee, tra cui ad esempio il Larry King Live.

## Opere
- Judy Z. Knight, Uno stato mentale. La mia storia [A state of mind], traduzione di Bruna Dal Ponte, Cesena, Macro Edizioni, 2006, ISBN 8875077371.